# Antonina M. Alberti
Antonina M. Alberti (* 1951) ist eine italienische Philosophiehistorikerin auf dem Gebiet der antiken Philosophie.
Alberti lehrte Geschichte der Philosophie an den Universitäten Siena und Florenz.
Sie arbeitet im Wesentlichen zum Epikureismus und zu Aristoteles (besonders zu dessen Ethik und deren Rezeption bei Aspasios).

## Schriften (Auswahl)
Monographien
- Empirismo e metafisica alle origini della scienza moderna. Tamari, Bologna 1977.
- Sensazione e realtà, Epicuro e Gassendi. L. S. Olschki, Florenz 1988.
- L’arte del vivere. Aspetti dell’etica aristotelica ed epicurea. Il Melangolo, Genua 2008.

Herausgeberschaften
- (Hrsg.): Studi sull’etica di Aristotele. Bibliopolis, Neapel 1990.
- (Hrsg.): Logica, mente e persona. Studi sulla filosofia antica. L.S. Olschki, Florenz 1990.
- (Hrsg.): Realtà e ragione. Studi di filosofia antica. L. S. Olschki, Florenz 1994.
- (Hrsg. mit Robert W. Sharples): Aspasius, The earliest extant commentary on Aristotles’s ethics. Essays edited by Antonina Alberti and Robert W. Sharples. W. de Gruyter, Berlin 1999.